# Gabriel Bermúdez Castillo
Gabriel Bermúdez Castillo (Valencia, 29 giugno 1934 – Elche, 19 maggio 2019) è stato un autore di fantascienza spagnolo.

## Opere
- El Mundo Hokun, 1971
- Viaje a un planeta Wu Wei, 1976
- La piel del infinito, 1978
- El Señor de la Rueda, 1978
- El hombre estrella, 1987
- Golconda, 1987
- Salud mortal, 1993
- Instantes estelares, 1994
- Demonios en el cielo, 2001
- El país del pasado, 2003
- Mano de Galaxia , 2008